# Portada/article octubre 26

## Juan Fernández de Navarrete
Juan Fernández de Navarrete (Logronyo, 1526 – Toledo, 28 de març de 1579), conegut com a Navarrete el Mut, va ser un pintor espanyol del Renaixement tardà o de principis del Manierisme. Va destacar per la seva feina al servei de Felip II, el qual va nomenar-lo pintor reial el 1568 després de la mort de Gaspar Becerra i li va encarregar diverses sèries de llenços per decorar els murs del monestir de l'Escorial, el qual estava en construcció des de 1563.